# Miss Ungheria
Miss Ungheria (Magyarország Szépe) è un concorso di bellezza nazionale per le donne non sposate dell'Ungheria, che si tiene annualmente sin dal 1920. Il concorso è stato spesso chiamato, soprattutto al di fuori dell'Ungheria, anche Miss Danubio.
Dopo una lunga interruzione, dovuta alla seconda guerra mondiale ed al regime comunista, l'evento è stato ripreso nel 1980. Da allora, il nome inglese Miss Hungary è diventato Magyarország Szépe.
A differenza dei concorsi svolti negli altri paesi europei, sia la candidata ungherese per Miss Mondo che quella per Miss Universo, vengono selezionate attraverso concorsi appositi (rispettivamente Miss Mondo Ungheria e Miss Universo Ungheria), che non hanno nulla a che vedere con lo storico Miss Ungheria.

## Albo d'oro

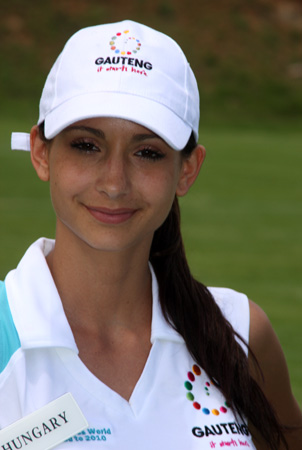
Szilvia Freire, Miss Mondo Ungheria 2008.

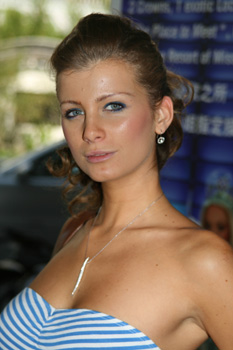
Krisztina Bodri, Miss Mondo Ungheria 2007

### Miss Ungheria
| Anno | Vincitrice                               |
| ---- | ---------------------------------------- |
| 1929 | [„Böske”] Erzsébet Simon                 |
| 1930 | Mária Papst                              |
| 1931 | Maria von Tasnady [Maria Tasnády-Fekete] |
| 1932 | Ica Lampel                               |
| 1933 | Julie Gal [Júlia Gál]                    |
| 1934 | Renée Gosztony                           |
| 1935 | Eva Feher / Maria Nagy (Miss Danube)     |
| 1936 | Sari Gábor                               |
| 1938 | Anna Zalain                              |
| 1985 | Csilla Andrea Molnar                     |
| 1989 | Magdolna Gerlóczy                        |
| 1990 | Kinga Czuczor                            |
| 1991 | Antónia Bálint / Orsolya Michina         |
| 1992 | Bernadett Papp                           |
| 1994 | Tímea Farkas                             |
| 1995 | Ildikó Veinberger                        |
| 1996 | Nikita Gross                             |
| 1998 | Leila Sas                                |
| 1999 | Jázmin Dammak                            |
| 2000 | Melinda Erdélyi                          |
| 2001 | Szabina Stedra                           |
| 2002 | Szilvia Tóth                             |
| 2003 | Edina Balogh                             |
| 2004 | Nóra Nagy                                |
| 2005 | Noémi Oláh                               |
| 2006 | Kitti Szabó                              |
| 2007 | Katalin Koller                           |
| 2008 | Ildikó Polgár                            |
| 2009 | Anett Maximovits                         |
| 2010 | Dóra Gregori                             |
| 2011 | Marianna Maya Bertók                     |
| 2012 | Henrietta Keleman                        |

### Miss Universo Ungheria
| Anno | Vincitrice      |
| ---- | --------------- |
| 1992 | Dóra Patkó      |
| 1993 | Zsanna Pardy    |
| 1994 | Szilvia Fórián  |
| 1995 | Andrea Harsányi |
| 1996 | Andrea Deák     |
| 1997 | Ildikó Kecán    |
| 1998 | Ágnes Nagy      |
| 1999 | Anett Garami    |
| 2000 | Isabella Kiss   |
| 2001 | Ágnes Helbert   |
| 2002 | Edit Friedl     |
| 2003 | Viktória Tomozi |
| 2004 | Blanka Bakos    |
| 2005 | Szandra Proksa  |
| 2006 | Adrienn Bende   |
| 2007 | Ildikó Bóna     |
| 2008 | Jázmin Dammak   |
| 2009 | Zsuzsa Budai    |
| 2010 | Tímea Babinyecz |
| 2011 | Betta Lipcsei   |
| 2012 | Ágnes Konkoly   |
| 2013 | Rebeka Kárpáti  |

### Miss Mondo Ungheria
| Anno | Vincitrice       |
| ---- | ---------------- |
| 1996 | Andrea Deák      |
| 1997 | Beáta Petes      |
| 1998 | Éva Horváth      |
| 1999 | Erika Dankai     |
| 2000 | Judit Kutcha     |
| 2001 | Zsóka Kapócs     |
| 2002 | Renáta Rozs      |
| 2003 | Eszter Tóth      |
| 2004 | Veronika Orbán   |
| 2005 | Tünde Semmi-Kis  |
| 2006 | Renáta Tóth      |
| 2007 | Krisztina Bodri  |
| 2008 | Szilvia Freire   |
| 2009 | Orsolya Serdült  |
| 2010 | Ágnes Dobó       |
| 2011 | Linda Szunai     |
| 2012 | Tamara Cserháti  |
| 2013 | Annamária Rákosi |